# 仙崎站
仙崎站（日语：／ Senzaki eki */?）是一個位於日本山口縣長門市、屬於西日本旅客鐵道（JR西日本）山陰本線支線的鐵路車站，每天只對開6班列車（假日則多1班），其中4班來回會取道美禰線前往山陽本線的厚狹站。來往本站與長門市站一段的路線除依官方命名為「山陰本線」，也有「仙崎線」的暱稱。
為配合長門市仙崎地區一帶皆以著名的女詩人金子美鈴作規劃，車站站房及月台均加入了不少與金子美鈴有關的元素在內。

## 歷史
- 1930年5月15日：鐵道省美禰線的貨物支線正明市站（即現時長門市站）～本站間開通，以貨物站形式開業。
- 1933年：

- 2月24日：隨山陰本線全通，全段路線由美禰線貨物支線改編入山陰本線支線內。
- 7月26日：開始客運服務。

- 1963年6月1日：取消貨物提取服務。
- 1987年4月1日：隨國鐵分割民營化，車站改由西日本旅客鐵道（JR西日本）營運。
- 1988年3月13日：仙崎支線列車改為一人控制，是JR內首條採用一人控制形式的路線。

## 使用狀況
| 1日上落人數推斷 | 1日上落人數推斷 |
| 年度            | 1日平均人數     |
| --------------- | --------------- |
| 1999            | 131             |
| 2000            | 137             |
| 2001            | 110             |
| 2002            | 86              |
| 2003            | 87              |
| 2004            | 76              |
| 2005            | 75              |
| 2006            | 63              |
| 2007            | 90              |
| 2008            | 87              |
| 2009            | 68              |
| 2010            | 66              |
| 2011            | 68              |
| 2012            | 60              |
| 2013            | 61              |
| 2014            | 70              |
| 2015            | 76              |
| 2016            | 68              |
| 2017            | 61              |
| 2018            | 51              |
| 2019            | 45              |

## 相鄰車站
西日本旅客鐵道
■山陰本線（支線）
長門市－仙崎

## 外部連結
- JR西日本仙崎站資訊。 （页面存档备份，存于）（日語）